# Medasina fasciata
Medasina fasciata är en fjärilsart som beskrevs av W. Warren 1894. Medasina fasciata ingår i släktet Medasina och familjen mätare. Inga underarter finns listade i Catalogue of Life.